# OTOBAKO〜いつも心に音楽を〜
『OTOBAKO～いつも心に音楽を～』（オトバコ～いつもこころにおんがくを～）は、JFNCの制作により、JFN系列各局で放送されていたラジオ番組である。基本放送時間は2018年4月2日から2022年3月28日までの4年に亘り、毎週月曜 5:00 - 5:30 （日本標準時）に放送していた。パーソナリティは基本的に隔週替わりで第1・3週は小堺翔太、第2・4週は宮島咲良が担当していた。

## 概要
新旧、洋邦問わず、週ごとに決められたテーマを基に、アルバム1作品や映画のサウンドトラックなどからピックアップしてパーソナリティの解説とともに放送されていた。
月曜が第5週まである場合は「5週目スペシャル」としてスペシャルパーソナリティによる企画で放送されていた。

## テーマ曲
- 初代：細野晴臣「バス」（放送開始 - 2020年9月）[5]
- 第2代：金原千恵子「FASCINATION」（2020年10月 - 放送終了）[1]

## CMフィラー
- 佐藤直紀「Freedom ～Alt.Ver.」　／　連続テレビドラマ『H2〜君といた日々』・サウンドトラックより

## ネット局
2022年3月の放送終了時点。放送時間の早い順から記載。全局、「radiko」（プレミアムも含む）で聴取可能だった。一部のネット局では25分バージョンで放送されていた。
なお、AIR-G'・JOEU-FM・FM FUKUOKA・特別加盟局のInterFM897は一切ネットしなかった。
ネット局の多くは1週間の最初の放送番組とされていた。

### 放送終了時点
| 放送対象地域   | 放送局名                                    | 放送時間               | 放送期間                                                                                  | 備考         |
| -------------- | ------------------------------------------- | ---------------------- | ----------------------------------------------------------------------------------------- | ------------ |
| 青森県         | エフエム青森（AFB）                         | 毎週月曜 5:00 - 5:30   | 2018年4月2日 - 2022年3月28日                                                              |              |
| 岩手県         | エフエム岩手（FM IWATE）                    | 毎週月曜 5:00 - 5:30   | 2018年4月2日 - 2022年3月28日                                                              |              |
| 宮城県         | エフエム仙台（Date fm）                     | 毎週月曜 5:00 - 5:30   | 2018年4月2日 - 2022年3月28日                                                              |              |
| 秋田県         | エフエム秋田（AFM）                         | 毎週月曜 5:00 - 5:30   | 2018年4月2日 - 2022年3月28日                                                              |              |
| 山形県         | エフエム山形（Rhythm Station）              | 毎週月曜 5:00 - 5:30   | 2018年4月2日 - 2022年3月28日                                                              |              |
| 福島県         | エフエム福島（ふくしまFM）                  | 毎週月曜 5:00 - 5:30   | 2018年4月2日 - 2022年3月28日                                                              |              |
| 群馬県         | エフエム群馬（FM GUNMA）                    | 毎週月曜 5:00 - 5:30   | 2018年4月2日 - 2022年3月28日                                                              | [ 8 ]        |
| 栃木県         | エフエム栃木（RADIO BERRY）                 | 毎週月曜 5:00 - 5:30   | 2018年4月2日 - 2022年3月28日                                                              |              |
| 富山県         | 富山エフエム放送（FMとやま）                | 毎週月曜 5:00 - 5:30   | 2018年4月2日 - 2022年3月28日                                                              |              |
| 石川県         | エフエム石川（HELLO FIVE）                  | 毎週月曜 5:00 - 5:30   | 2018年4月2日 - 2022年3月28日                                                              |              |
| 長野県         | 長野エフエム放送（FM長野）                  | 毎週月曜 5:00 - 5:30   | 2018年4月2日 - 2022年3月28日                                                              |              |
| 静岡県         | 静岡エフエム放送（K-mix）                   | 毎週月曜 5:00 - 5:30   | 2018年4月2日 - 2022年3月28日                                                              |              |
| 岐阜県         | エフエム岐阜（FM GIFU）                     | 毎週月曜 5:00 - 5:30   | 2018年4月2日 - 2022年3月28日                                                              |              |
| 三重県         | 三重エフエム放送（レディオキューブ FM三重） | 毎週月曜 5:00 - 5:30   | 2018年4月2日 - 2022年3月28日                                                              |              |
| 兵庫県         | 兵庫エフエム放送（Kiss FM KOBE）            | 毎週月曜 5:00 - 5:30   | 2018年4月2日 - 2022年3月28日                                                              |              |
| 滋賀県         | エフエム滋賀（e-radio）                     | 毎週月曜 5:00 - 5:30   | 2018年4月2日 - 2022年3月28日                                                              |              |
| 広島県         | 広島エフエム放送（HFM）                     | 毎週月曜 5:00 - 5:30   | 2018年4月2日 - 2022年3月28日                                                              |              |
| 山口県         | エフエム山口（FMY）                         | 毎週月曜 5:00 - 5:30   | 2018年4月2日 - 2022年3月28日                                                              |              |
| 島根県・鳥取県 | エフエム山陰（V-air）                       | 毎週月曜 5:00 - 5:30   | 2018年4月2日 - 2022年3月28日                                                              |              |
| 岡山県         | 岡山エフエム放送（FM OKAYAMA）              | 毎週月曜 5:00 - 5:30   | 2018年4月2日 - 2022年3月28日                                                              |              |
| 高知県         | エフエム高知（Hi-Six）                      | 毎週月曜 5:00 - 5:30   | 2018年4月2日 - 2022年3月28日                                                              |              |
| 徳島県         | エフエム徳島（FM TOKUSHIMA）                | 毎週月曜 5:00 - 5:30   | 2018年4月2日 - 2022年3月28日                                                              |              |
| 長崎県         | エフエム長崎（FM Nagasaki）                 | 毎週月曜 5:00 - 5:30   | 2018年4月2日 - 2022年3月28日                                                              |              |
| 大分県         | エフエム大分（Air-Radio FM88）              | 毎週月曜 5:00 - 5:30   | 2018年4月2日 - 2022年3月28日                                                              |              |
| 宮崎県         | エフエム宮崎（JOY FM）                      | 毎週月曜 5:00 - 5:30   | 2018年4月2日 - 2022年3月28日                                                              |              |
| 鹿児島県       | エフエム鹿児島（μFM）                       | 毎週月曜 5:00 - 5:30   | 2018年4月2日 - 2022年3月28日                                                              |              |
| 沖縄県         | エフエム沖縄（FM沖縄）                      | 毎週月曜 5:00 - 5:30   | 2018年4月2日 - 2022年3月28日                                                              |              |
| 香川県         | エフエム香川（FM香川）                      | 毎週月曜 5:00 - 5:30   | 2018年4月2日 - 2020年4月27日 2021年10月4日 - 2022年3月28日                                | [ 9 ]        |
| 東京都         | エフエム東京（TOKYO FM）                    | 毎週月曜 5:00 - 5:30   | 2019年11月4日 - 2020年3月30日 2020年4月27日 - 2021年3月29日 2021年6月28日 - 2022年3月28日 | [ 10 ]       |
| 熊本県         | エフエム熊本（FMK）                         | 毎週金曜 11:30 - 11:55 | 2018年4月7日 - 2022年4月1日                                                               | [ 7 ] [ 11 ] |
| 佐賀県         | エフエム佐賀（FMS）                         | 毎週土曜 9:00 - 9:30   | 2018年4月7日 - 2020年12月26日 2021年4月3日 - 2022年4月2日                                 | [ 7 ] [ 12 ] |

### 放送終了以前に打ち切り
| 放送対象地域 | 放送局名                         | 放送時間               | 放送期間                     | 備考   |
| ------------ | -------------------------------- | ---------------------- | ---------------------------- | ------ |
| 新潟県       | エフエムラジオ新潟（FM-NIIGATA） | 毎週土曜 5:30 - 5:55   | 開始時期不明 - 2021年3月27日 |        |
| 大阪府       | エフエム大阪（FM大阪）           | 毎週土曜 9:30 - 9:55   | 開始時期不明 - 2021年3月27日 |        |
| 愛知県       | エフエム愛知（FM AICHI）         | 毎週日曜 5:30 - 6:00   | 開始時期不明 - 2021年3月28日 |        |
| 福井県       | 福井エフエム放送（FM FUKUI)      | 毎週月曜 17:00 - 17:30 | 2018年4月2日 - 2021年3月29日 | [ 13 ] |